# Ribeira Grande (concelho de Cabo Verde)
| Ribeira Grande Concelho da Ribeira Grande |                                                                                             |
| \| \| \| \| (Bandeira) \| (Brasão) \|     |                                                                                             |
| Localização de Ribeira Grande             |                                                                                             |
| Gentílico                                 |                                                                                             |
| Ilha                                      | Santo Antão                                                                                 |
| Sede                                      | Vila da Ponta do Sol                                                                        |
| Freguesias                                | Nossa Senhora do Rosário, Nossa Senhora do Livramento, Santo Crucifixo e São Pedro Apóstolo |
| População                                 | 18.890                                                                                      |
| Dia do Município                          | 17 de janeiro                                                                               |
| Cód. CGN-CV                               | 11                                                                                          |
| Cód. ISO                                  | CV-RG                                                                                       |
| Website                                   | www.gov.cv/cmrg                                                                             |
| Bandeira de Ribeira Grande                | Brasão de Ribeira Grande                                                                    |
| (Bandeira)                                | (Brasão)                                                                                    |

O Concelho da Ribeira Grande é um concelho/município da ilha de Santo Antão no grupo de Barlavento, em Cabo Verde. A área desse concelho mais a do concelho de Paul estende-se por apenas 1/3 da área da ilha, mas têm juntos cerca de 2/3 de sua população.

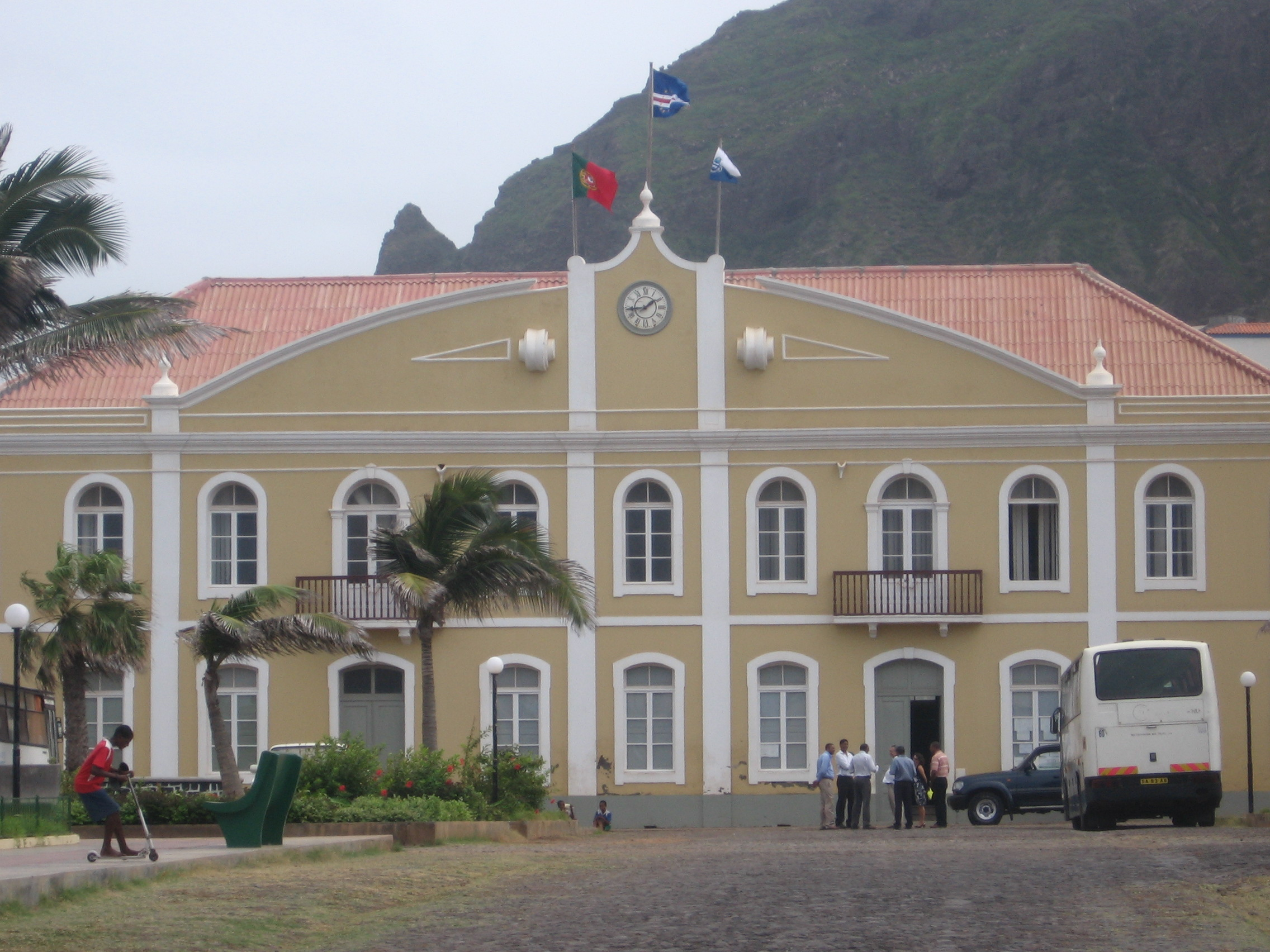
Câmara Municipal da Ribeira Grande, na Ponta do Sol.

O Dia do Município é 17 de janeiro, comemorando a data em que a ilha foi supostamente descoberta. Coincide com o dia da celebração de Santo Antão, padroeiro da ilha.
Desde 2008, o município de Ribeira Grande é governado pelo Movimento para a Democracia.

## Freguesias
O concelho da Ribeira Grande é constituído por quatro freguesias:
- Nossa Senhora do Rosário,
- Nossa Senhora do Livramento,
- Santo Crucifixo e
- São Pedro Apóstolo.

## História
O Concelho da Ribeira Grande é uma das divisões administrativas mais antigas de Cabo Verde. Em fins do séc XIX foi fundido com o antigo Concelho do Paul, passando os dois a constituir o Concelho de Santo Antão. Em 1971 o Concelho de Santo Antão redividido em 3 concelhos: Ribeira Grande, Paul e Porto Novo.

## Personalidades
- Jorge Ferreira Chaves (1920-1981) - arquitecto

## Demografia
| População de Ribeira Grande (concelho de Cabo Verde) (1940–2010) | População de Ribeira Grande (concelho de Cabo Verde) (1940–2010) | População de Ribeira Grande (concelho de Cabo Verde) (1940–2010) | População de Ribeira Grande (concelho de Cabo Verde) (1940–2010) | População de Ribeira Grande (concelho de Cabo Verde) (1940–2010) | População de Ribeira Grande (concelho de Cabo Verde) (1940–2010) | População de Ribeira Grande (concelho de Cabo Verde) (1940–2010) | População de Ribeira Grande (concelho de Cabo Verde) (1940–2010) |
| ---------------------------------------------------------------- | ---------------------------------------------------------------- | ---------------------------------------------------------------- | ---------------------------------------------------------------- | ---------------------------------------------------------------- | ---------------------------------------------------------------- | ---------------------------------------------------------------- | ---------------------------------------------------------------- |
| 1940                                                             | 1950                                                             | 1960                                                             | 1970                                                             | 1980                                                             | 1990                                                             | 2000                                                             | 2010                                                             |
| 19766                                                            | 15444                                                            | 17246                                                            | 22873                                                            | 22102                                                            | 20851                                                            | 21594                                                            | 18890                                                            |

## Municípios geminados
- Torres Novas, Portugal
- Ponta do Sol, Madeira, Portugal

## Vila da Ponta do Sol
A Vila da Ponta do Sol é a sede do concelho.

## Vila da Ribeira Grande
A Vila da Ribeira Grande é a outra importante vila do concelho.
A vila foi elevada a categoria de cidade recentemente, passando agora a ser chamada Cidade da Ribeira Grande. A cidade situa-se a nordeste, no litoral da ilha e nela convergem duas ribeiras, a Ribeira da Torre e a Ribeira Grande. A cidade é constituida por seis zonas. A principal é o Terreiro, onde ficam situadas as instituições mais importantes, como o BCA e os Correios de Cabo verde. De destacar tambem a presença de minimercados e lojas chinesas.
As outras zonas são a do Tarrafal, da Rua D'Água, da Penha de França e da Rua D'Horta.

## Referėncias
1. ↑  Dados de 2010, Instituto Nacional de Estatística
2. 1 2 3 4 5 6  Statoids
3. ↑  Instituto Nacional de Estatísticas Arquivado em 18 de novembro de  2008, no Wayback Machine..
4. ↑  Instituto Nacional de Estatísticas.